# Occidozyga lima
Espèce
Synonymes
- Rana lima Gravenhorst, 1829
- Houlema obscura Gray, 1831
- Oxydozyga braccata Tschudi, 1838
- Oxyglossa lima var. chinens Müller, 1878
- Osteosternum amoyense Wu, 1929

Statut de conservation UICN

 LC  : Préoccupation mineure
Occidozyga lima est une espèce d'amphibiens de la famille des Dicroglossidae.

## Répartition
Cette espèce se rencontre jusqu'à 750 m d'altitude, :
- en Chine au Guangxi, au Guangdong, au Fujian, à Hong Kong et à Hainan ;
- en Inde au Bengale-Occidental ;
- au Bangladesh ;
- en Birmanie ;
- au Laos ;
- au Viêt Nam ;
- au Cambodge ;
- en Thaïlande ;
- en Malaisie péninsulaire ;
- en Indonésie à Sumatra et à Java.

Sa présence est incertaine au Népal.

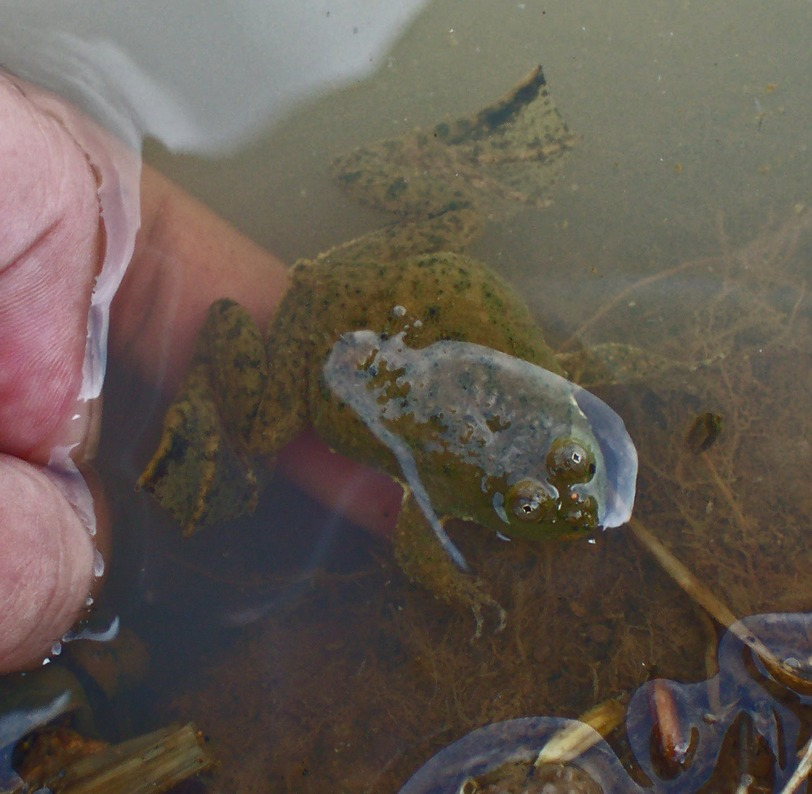
Occidozyga lima

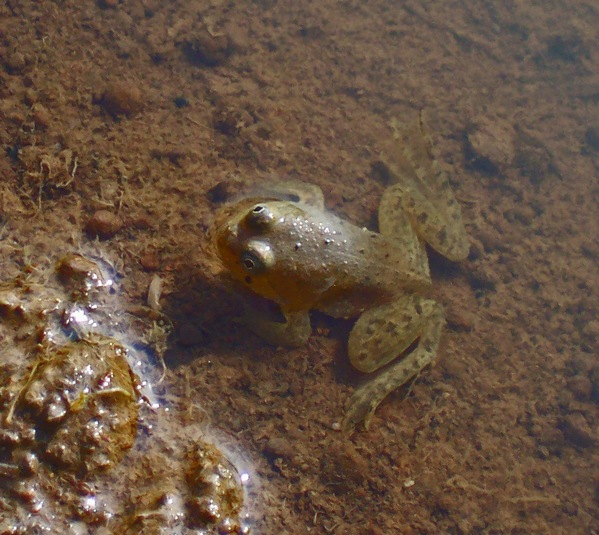
Occidozyga lima juvénile

## Publication originale
- Gravenhorst, 1829 : Deliciae Musei Zoologici Vratislaviensis (Reptilia Musei Zoologici Vratislaviensis. Recensita et Descripta). Fasciculus Primus, continens Chelonions et Batrachia: I-XIV, Leopold Voss, Leipzig (texte intégral).